# Лумповка
Лу́мповка (рос. Лумповка) — невелика річка, що тече територією Ярського району Удмуртії, Росія, права притока Сади.
Бере початок на Красногорській височині з джерела. Протікає на північний захід та захід, впадає до Сади біля села Сада. Має декілька дрібних приток.
На річці розташоване село Володино.